# Abbas Bahri
Pour les articles homonymes, voir Bahri (homonymie).
Abbas Bahri (arabe : عباس البحري), né le 1er janvier 1955 à Tunis et mort le 10 janvier 2016 à New York, est un mathématicien tunisien.

## Biographie

### Formation
Bahri effectue ses études secondaires en Tunisie et poursuit son éducation supérieure au lycée Saint-Louis de Paris. Il intègre l'École normale supérieure de la rue d'Ulm en 1974, devenant l'un des deux premiers Tunisiens à l'intégrer dans la filière mathématiques.
Il obtient une agrégation et un doctorat d'État en mathématiques (1981) à l'université Pierre-et-Marie-Curie de Paris, sous la direction d'Haïm Brezis. Il occupe un poste de chercheur-visiteur à l'université de Chicago.

### Postes occupés
Le 1er octobre 1981, Bahri devient maître de conférences en mathématiques à l'Université de Tunis I et assure le cours d'analyse aux élèves de deuxième année MP (mathématiques et physique). Il enseigne ensuite comme maître de conférences au Centre de mathématiques de l'École polytechnique dès 1984 pendant huit ans.
En 1987, il devient professeur à l'université Rutgers puis dirige jusqu'en 2010 le Center for Nonlinear Analysis. À partir de 1990, il est professeur associé au département de mathématiques appliquées à l'École nationale d'ingénieurs de Tunis, animant un séminaire de niveau international, encadrant de nombreux doctorants et enseignant en DEA les mathématiques les plus actuelles,. Il est à l'origine de rencontres, les Mathématiques tunisiennes d'été, à Dar El Hout, dès 1998.
En 2014 et 2015, il donne un cours à l'école doctorale de l'École polytechnique de Tunisie.

## Recherches
Il traite le calcul des variations, les équations aux dérivées partielles et la géométrie différentielle. Il a introduit la méthode des points critiques à l'infini, qui constitue un progrès fondamental en calcul des variations.

## Distinctions
En 1989, il remporte conjointement avec Kenneth Alan Ribet le Prix Fermat de l'Institut de mathématiques de Toulouse, pour son Introduction de méthodes nouvelles en calcul des variations. Il remporte également le Prix Langevin de l'Académie des sciences de Paris la même année.

## Vie privée
Abbas Bahri est le fils de Mohamed El Hédi et Jalila Bahri. Ses parents ont quatre enfants, soit Abbas, Akiça, Seoud et Enès Bahri .
Il se marie avec Diana Nunziante, une mathématicienne italienne, en août 1990 à Carthage. Ils ont quatre enfants : Thouraya, Kahena, Salima et Mohamed El Hédi.
En plus de sa passion pour les mathématiques, Bahri s'intéresse beaucoup à la peinture, l'histoire, la littérature, la philosophie et la vie politique.
Il meurt à la suite d'une longue maladie et d'une lutte acharnée de quatre années. Il a continué ses travaux jusqu'à ses derniers jours.

## Publications
- (en) Pseudo-orbits of contact forms, Harlow, Longman Scientific & Technical, 1988, 343 p. (ISBN 978-0-582-01991-1).
- (en) Critical points at infinity in some variational problems, Harlow, Longman Scientific & Technical, 1989, 322 p. (ISBN 978-0-582-02164-8).
- (en) Classical and quantic periodic motions of multiply polarized spin-particles, Harlow, Longman Scientific & Technical, 1998, 336 p. (ISBN 978-0-582-32749-8, lire en ligne).
- (en) Flow lines and algebraic invariants in contact form geometry, Boston, Birkhäuser, 2003, 225 p. (ISBN 978-0-8176-4318-8, lire en ligne).
- (en) Recent progress in conformal geometry, Londres, Imperial College Press, 2007, 509 p. (ISBN 978-1-86094-772-8, lire en ligne).Co-écrit avec Yongzhong Xu